# Pholcoidea
Pholcoidea é uma superfamília de aranhas araneomorfas que contém duas famílias de aranhas com 6 olhos (Diguetidae e Pholcidae) e uma família de 8 olhos (Plectreuridae).